# Metandrocarpa indica
Metandrocarpa indica är en sjöpungsart som beskrevs av Kott 1972. Metandrocarpa indica ingår i släktet Metandrocarpa och familjen Styelidae. Inga underarter finns listade i Catalogue of Life.